# Menigo Foodservice
Menigo är en grossist för restauranger, storkök och servicehandel. Menigo är en av Sveriges större matleverantörer och förser sina kunder med såväl basvarorna i köket som utrustning och förbrukningsartiklar. 
Menigo finns representerat på åtta orter i Sverige: Stockholm, Göteborg, Karlstad, Malmö, Helsingborg, Sundsvall, Strängnäs och Västerås. På de regionala lagren finns färskvaruhallar som kompletteras med ett centrallager i Strängnäs.

## Historia
Grunden till det som idag är Menigo började byggas i och med att Ica förvärvade familjeföretaget Wickmans i Malmö 1969. Genom åren har företaget växt genom flera förvärv av lokala familjeföretag. 
År 2006 sålde Ica dåvarande Ica Meny till riskkapitalbolaget Nordic Capital. År 2007 ändrades namnet till Menigo Foodservice.
År 2010 såldes aktiemajoriteten till det europeiska foodserviceföretaget Brakes Group. Nordic Capital behöll inledningsvis en post på 33 procent. År 2016 köptes Brakes i sin tur av amerikanska Sysco, världens ledande foodserviceaktör. Nordic Capital sålde samtidigt återstoden av sitt innehav. I Syscos europeiska division ingår förutom Menigo och Brakes även franska Davigel.

## Fakta om Menigo
- Antal anställda: ca. 1 000[när?]
- Försäljning: 5,9 miljarder SEK[när?]
- Antal artiklar: 34 000 artiklar inom mat, dryck, non-food och restaurangutrustning
- Antal kunder: 15 000 kunder i hela Sverige[när?]

## Källhänvisingar
1. ↑  Menigo vill leva på Ica, Dagens Media 13 februari 2007
2. ↑  Menigo becomes part of Brakes Group - Europe’s leading foodservice group, Nordic Capital, 26 februari 2010
3. ↑  Nordic Capital has sold its remaining holding in Menigo, Nordic Capital, 6 juli 2016